# بناهای کهن بیزانس تسالونیکا
شهر تسالونیکی در شمال یونان، از مهم‌ترین شهرهای امپراتوری روم شرقی بود که نقش مهمی برای مسیحیت در قرون وسطی داشت این شهر توسط ساختمان‌های چشمگیر تزئین شده بود. در سال ۱۹۸۸، پانزده عدد از بناهای تاریخی تسالونیکی به عنوان سایت‌های میراث جهانی یونسکو به ثبت رسیدند.

## بناها
1. تاق گالریوس و ساختمان گنبددار (۴ قرن)
2. کلیسای آچیروپایتو (قرن ۵)
3. کلیسای بزرگ آجیوس دیمیتریس (۷ قرن)
4. کلیسای هاجیا سوفیا (قرن ۸)
5. کلیسای پاناجیا چالکیو (قرن 11th)
6. کلیسای پیامبران مقدس (۱۴ قرن)
7. کلیسای سنت نیکلاس اورفانس (۱۴ قرن)
8. کلیسای سنت پنت لیمن (۱۴ قرن)
9. کلیسای لادمس (قرن ۶)[۲]
10. کلیسای هاجیا ای کاترینی[۳]
11. کلیسای پانتوکراتور (۱۴ قرن)
12. کلیسای ولاتیدس (قرن ۱۴)[۴]
13. کلیسای حضرت الیاس
14. حمام بیزانس (قرن ۱۴)
15. دیوار روم شرقی

## نگارخانه

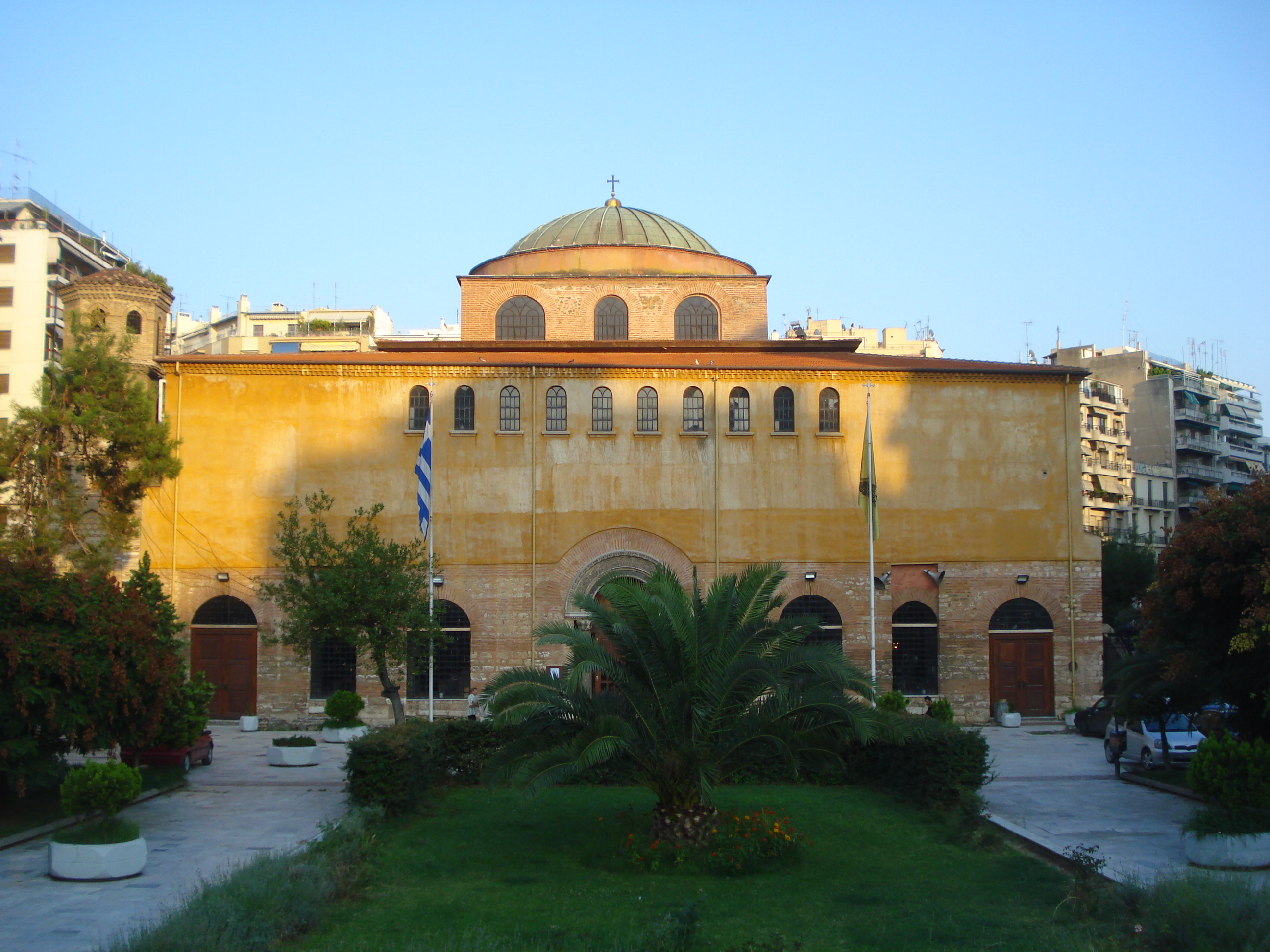
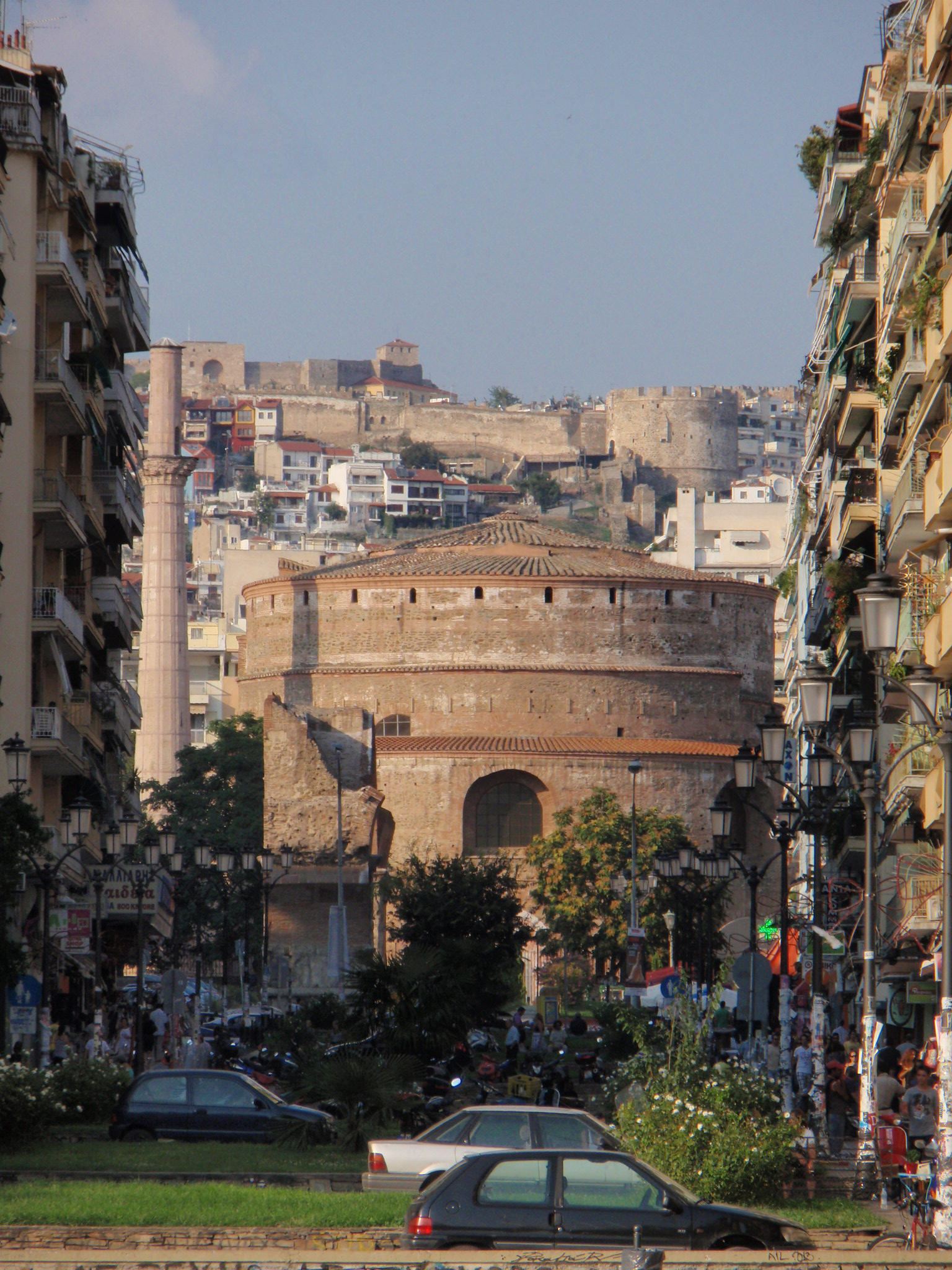
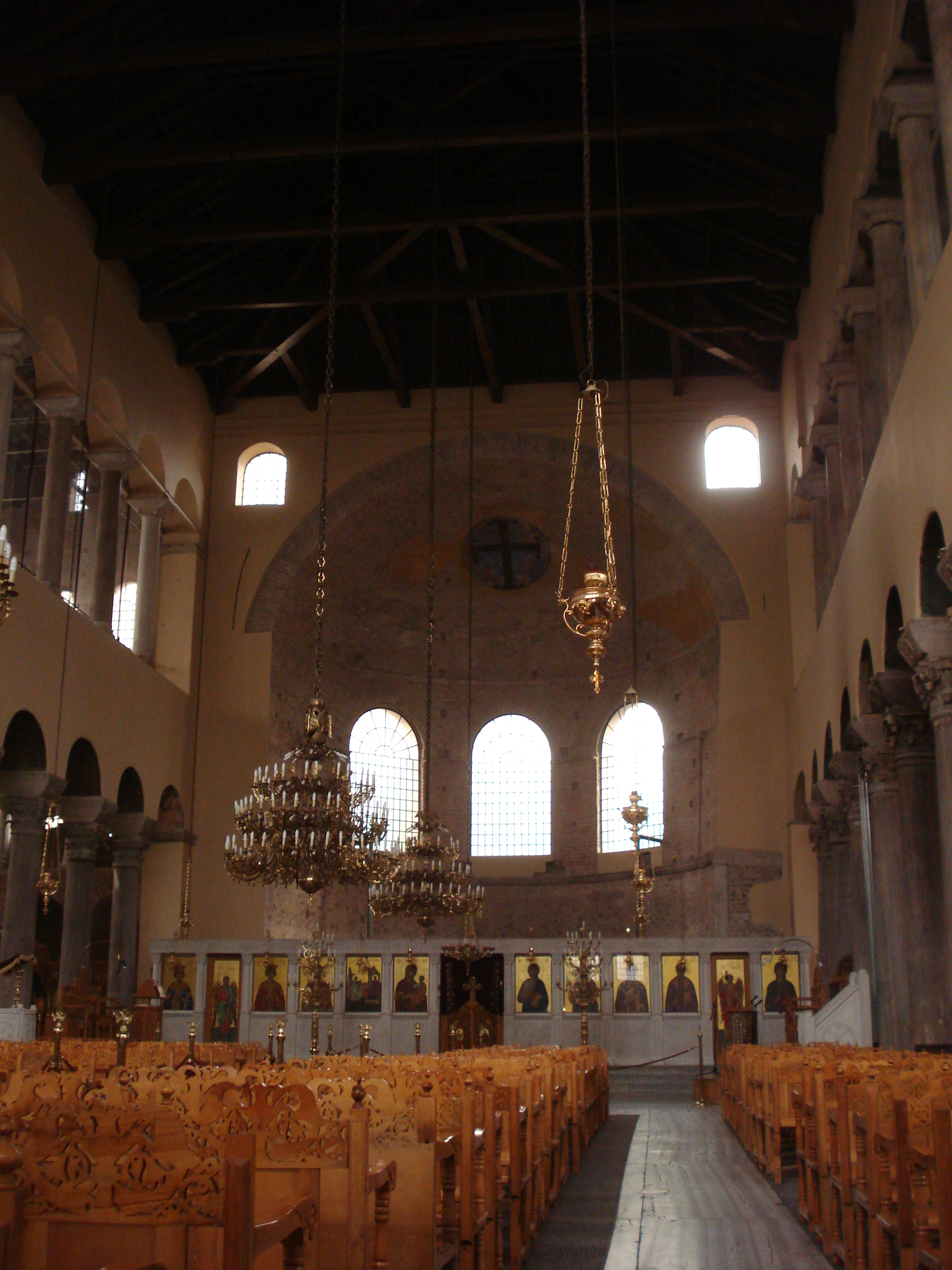
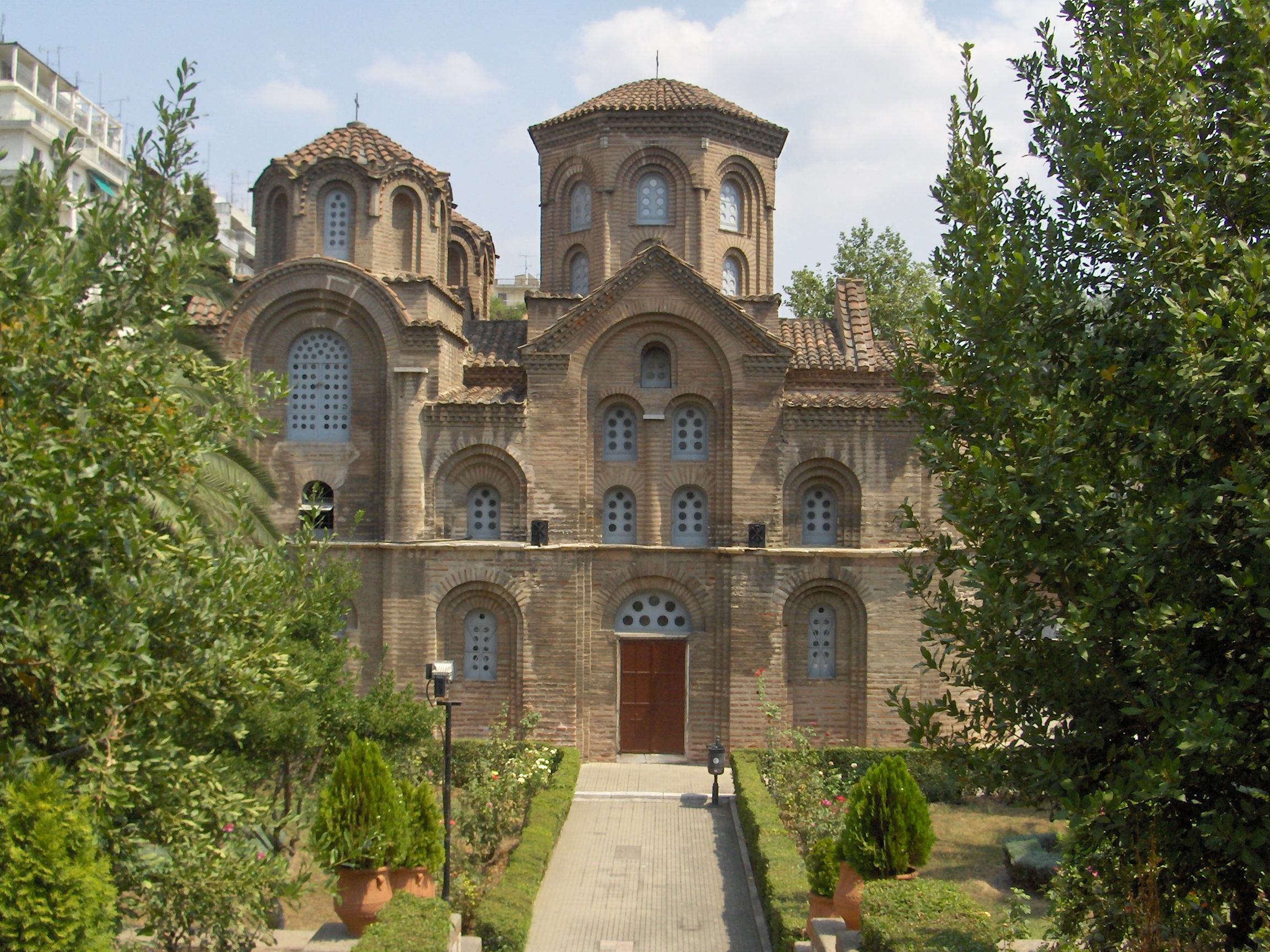